# Justine Seewald
Justine Seewald (Olesno, Polen, 3 februari 1972, als Justyna Aniela Skoczylas) is een Duitse hoorspel-actrice.

## Levensloop
Justine Seewald is geboren in Polen, in de Silezische stad Olesno (Rosenberg). In 1978 verhuisde zij met haar familie naar Duitsland. Hier groeide ze op in Wetzlar. Op 12-jarige leeftijd behaalde zij de tweede plaats in de voorleeswedstrijd op nationaal niveau in Frankfurt am Main. Dit bracht haar onder de aandacht van Johannes Osberghaus, toenmalig hoofd van de kinderradio bij de Evangeliums-Rundfunk in Wetzlar, die Seewald aanwierf als verteller voor zijn radioproducties. In de daaropvolgende jaren verscheen ze in talrijke hoorspelseries zoals 5 Geschwister en Dr. Brocker's Weltraumabenteuer, waarbij ze samenwerkte met radiospeelschrijvers als Günter Schmitz en Hanno Herzler.
Na haar eindexamen gymnasium in 1991 studeerde zij Engels en Duits aan de Justus Liebig Universiteit in Giessen. In 1998 behaalde zij haar masterdiploma. In 2009 sloot zij haar studie voor onderwijzeres af met het tweede staatsexamen. Tegenwoordig geeft zij les in de vakken Duits, Engels en Kunst aan een scholengemeenschap in Midden-Hessen.
Justine Seewald heeft een volwassen zoon en woont in Wetzlar.

## Hoorspelrollen
- 198?: Wo der Fluss beginnt, ERF-Verlag
- 198?: Unter dem Schirm, ERF-Verlag
- 198?: Tante Olgas Windmühle, ERF-Verlag
- 198?: Der verschlossene Garten, ERF-Verlag
- 1991: ERF-Autorenwettbewerb – Die Sieger: Altersgruppe 7–9: Das rote Krokodil
- 5 Geschwister:
  - 1989: Aflevering 1, Auf der Abenteuerburg, Gerth Medien
  - 1989: Aflevering 2, Lösen das Geheimnis der Abenteuerburg, Gerth Medien
  - 1989: Aflevering 3, Im unheimlichen Schloss, Gerth Medien
  - 1989: Aflevering 4, Im geheimnisvollen Palazzo, Gerth Medien
  - 1989: Aflevering 5, Im rätselhaften Herrenhaus, Gerth Medien
  - 1989: Aflevering 6, Im verlassenen Kloster, Gerth Medien
  - 1989: Aflevering 7, In der sonderbaren Villa, Gerth Medien
  - 1989: Aflevering 8, Im ungewöhnlichen Pfarrhaus, Gerth Medien
  - 1990: Aflevering 9, Im merkwürdigen Jagdschloss, Gerth Medien
  - 1990: Aflevering 10, Im seltsamen Patrizierhaus, Gerth Medien
  - 2015: Aflevering 14, Im unterirdischen Labyrinth, Gerth Medien
- Die Abenteuerklasse:
  - 1991: Aflevering 1, Conny reißt aus, Gerth Medien
  - 1991: Aflevering 2, Der Banküberfall, Gerth Medien
  - 1992: Aflevering 3, Der Schatz auf der Insel, Gerth Medien
  - 1992: Aflevering 4, Gefahr im Zeltlager, Gerth Medien
- Wildwest-Abenteuer:
  - 1996: Aflevering 11, Das Geheimnis der alten Mühle, Gerth Medien
- Dr. Brockers Weltraumabenteuer (vanaf aflevering 5)
- Die Junior-Detektive:
  - 2015: Aflevering 6, Spuk im Mädcheninternat, TOS-Hörfabrik